# قایق توپ‌دار کلاس اشویل
قایق توپ‌دار کلاس اشویل (به انگلیسی: Asheville-class gunboat) یک کلاس از قایق‌های توپ‌دار است که طول آن ۱۶۴ فوت ۶ اینچ (۵۰٫۱۴ متر) می‌باشد.بیشینه سرعت این نوع قایق‌های توپ‌دار،۱۶گره دریایی‌ست.